# Freie Sachsen (2021)
Freie Sachsen ist eine als Landespartei organisierte Gruppierung von Rechtsextremisten, Rechtspopulisten, bekennenden Neonazis sowie Funktionären der rechtsextremen und neonazistischen Kleinpartei Die Heimat (ehemals NPD), die am 26. Februar 2021 in Schwarzenberg gegründet wurde. Sie entfaltet trotz geringer Ressourcen durch den gezielten Einsatz sozialer Medien und die Organisation von Protestaktionen im öffentlichen Raum eine große Wirkung als „Mobilisierungsmaschine“ auch über das rechtsextreme Spektrum hinaus. Die Partei ist nur in Sachsen aktiv.
Die Aktivitäten der Freien Sachsen zielen darauf ab, die Tätigkeit der Regierung ins Lächerliche zu ziehen. Sollte eine fundamentale Änderung der Politik nicht möglich sein, wird ein „Säxit“ (Kofferwort aus ,sächsisch‘ und ,Exit‘, ähnlich Brexit), also der Austritt des Freistaates Sachsen aus dem politischen Gefüge der Bundesrepublik Deutschland beabsichtigt.
Die Partei greift Themen mit Empörungspotenzial auf wie die Anti-Corona-Proteste, den Ukrainekrieg, Inflation oder Klimapolitik. In diesem Zusammenhang kursieren bei den Freien Sachsen auch viele Verschwörungstheorien. Die Partei fordert außerdem, dass „das sächsische Königshaus in die Gestaltung der Zukunft einbezogen werden muss“.
Die Partei lehnt die freiheitliche demokratische Grundordnung ab und will sie überwinden. Sie wurde im Juni 2021 vom Landesamt für Verfassungsschutz als rechtsextreme Gruppierung mit verfassungsfeindlichen Bestrebungen eingestuft und seitdem in Sachsen beobachtet. Seit Anfang 2022 wird sie bundesweit beobachtet, da sie vom Bundesamt für Verfassungsschutz ebenfalls als Verdachtsfall für verfassungsfeindliche Bestrebungen eingestuft wurde.

## Führungspersonen
Personell ist die Partei der Freien Sachsen insbesondere auf zwei Politiker fixiert: Die Gründungsmitglieder Martin Kohlmann und Stefan Hartung bilden weiterhin den Führungskern. Daneben haben sich zusätzlich Robert Andres als Schatzmeister sowie Andreas Hofmann alias DJ Happy Vibes als 2. Stellvertreter im weiteren Kreis etabliert. Mit Max Schreiber und Michael Brück sind weitere langjährige Neonazi-Kader häufig insbesondere auf Demonstrationen sichtbar.
Parteivorsitzender Kohlmann, Teil des Chemnitzer Stadtrats, ist seit Jahren im rechten Parteienspektrum aktiv: Nach DSU, Republikanern und der Bürgerbewegung Pro Chemnitz folgen nun die Freien Sachsen. Zudem war er in die ausländerfeindlichen Proteste 2018 in Chemnitz verstrickt und vertrat neben der rechtsterroristischen Gruppe Freital zudem nach eigener Schätzung etwa 500 „Spaziergänger“ in Bußgeldverfahren in seinem Beruf als Rechtsanwalt.
Stefan Hartung hält derweil den Posten als Stellvertreter und ist im Stadtrat Aue-Bad Schlema sowie im Kreisrat Erzgebirgskreis aktiv. Jahrelang Kreisratsvorsitzender der NPD im Erzgebirge, ist Hartung ein Beispiel für das Handhaben von Doppelmitgliedschaften. So erfolgte seine Aufstellung als Landratskandidat im Erzgebirge 2022 für die Freien Sachsen. Zusätzlich ist er als Organisator der Lichtelläufe, Vorläufer zur späteren Pegida-Welle, und des rechtsextremen Heimatvereins „Freigeist“ in Aktion getreten.

## Mitgliederprofil
Die Freien Sachsen bilden mit einem Mitgliederpotential von etwa 1000 Personen die größte rechtsextreme Vereinigung in Sachsen. Die Unterstützer und Mitglieder setzen sich dabei zwar aus einem recht weiten Feld zusammen, in dessen Zentrum jedoch ein klarer extremistischer Kern steht, der vor allem aus Mitgliedern aus dem Raum Chemnitz und dem Erzgebirgskreis besteht, wobei allerdings auch zunehmend überregionale Verbindungen relevant werden. Daneben findet sich ein Zulauf von nicht-extremistischen Teilen der Bevölkerung, speziell über die digitalen Kanäle, denen die radikale Richtung der Freien Sachsen zum Teil nicht klar ist.
Der Rechtsextremismusforscher Johannes Kiess bezeichnet die Freien Sachsen in diesem Zusammenhang als Kaderpartei mit wenigen Mitgliedern, der es darum gehe, „für Demonstrationen und Protestaktionen  zu mobilisieren und zu vernetzen“. Thematische Weitläufigkeit ist dabei explizit willkommen, zumindest solange ein Grundbekenntnis zu einem von Berlin und Brüssel unabhängigen Sachsen gegeben ist. Die Freien Sachsen verstehen sich als Dachorganisation einer breiten extrem rechten Bewegung und betreiben aktive Vernetzung zu vermeintlichen Konkurrenzorganisationen wie der Heimat (ehemals NPD), dem III. Weg oder den Freien Wählern sowie der Querdenker-Bewegung. Erste Sympathisanten haben die Freien Sachsen auch bei Pegida Dresden oder der AfD gewonnen.
Andere Parteien des rechten und rechtsextremen Spektrums gehen hierbei unterschiedlich mit der Konkurrenz um. Aufgrund des eigenen schwachen Abschneidens in der letzten Zeit erscheint es für die Heimat oft attraktiv, sich bei den im Auftrieb befindlichen Freien Sachsen einzubringen. Unter anderem mit Peter Schreiber und Stefan Hartung sind Heimat-Funktionäre sogar maßgeblich bei den Freien Sachsen aktiv. Die Heimat lässt selbst ebenfalls Doppelmitgliedschaften zu. Die AfD dagegen tritt als klassische Mitgliederpartei auf und kämpft mit ihrer Selbstdefinition in Abgrenzung zu extremen Gruppierungen. Ein Antrag, die Freien Sachsen auf die Unvereinbarkeitsliste der AfD zu setzen, wurde jedoch bislang vom Vorstand des Landesverbandes abgelehnt; handle es sich doch lediglich um einen „Scheinriesen“. Neben dem Wahlwettbewerb wird jedoch auch die Konkurrenz auf der Straße immer mehr zum Konfliktpunkt im Ringen um politische Unterstützung.
So sind die Freien Sachsen zum relevantesten Mobilisierungs-Akteur in der sächsischen rechtsextremen Szene aufgestiegen und zeigen dabei klar populistische Züge. Nach Einschätzung von Kiess ist der Fokus bewusst nicht auf einen Alleinvertretungsanspruch und den Ausbau der Mitgliederzahl, sondern auf den Anschluss an das bürgerlich-konservative Milieu gerichtet. Die Freien Sachsen treten insofern häufiger als Mediator und Vernetzer auf und versuchen nicht-extremistische Bevölkerungsteile für ihre Ansichten zu gewinnen, anstatt eine eigene Dogmatik zentral-organisiert durchzusetzen. Das umgekehrte Vorgehen habe man als Fehler in der Vergangenheit bei anderen Gruppierungen im nationalen Lager ausfindig machen können.
Der Mitgründer des ehemaligen rechtsextremistischen Medienprojekts Junge Revolution, Sanny Kujath, ist Mitglied der Partei. 2024 veröffentlichte Recherchen legen nahe, dass der mehrfach in Verfassungsschutzberichten genannte Kujath mit dem ehemaligen Anführer der Nordadler-Gruppe und Neonazi Wladislav Sirbu die Strategie verfolge, durch das Engagement in der Partei parlamentarischen Einfluss zur Vertreibung politischer Gegner aus dem Raum Zwickau zu erlangen.

## Inhaltliche Ausrichtung
Vor allem der Telegram-Kanal der Freien Sachsen mit 150.000 Teilnehmern im September 2022 fungiert als Anlaufstelle und Ventil für die „unangefochtene Anti-Corona-Mobilisierungsmaschine“. Hierbei greifen gegenseitige Bestätigung und Eskalationsspiralen ineinander und tragen zu einer stetigen Radikalisierung der Follower bei. Bekannte Phänomene wie Filterblasen und Echokammern sind in diesem Kontext typisch, und die Freien Sachsen unterstützen die oft emotional aufgeladene Eskalation durch eigene Posts, um Unterstützung und Reichweite zu generieren. Die selektive oder offene Desinformation sät so den Nährboden für Widerstands- oder Gewaltphantasien, die bis zum Systemumsturz reichen. Dabei beachtet man bei öffentlichen Kommentaren juristische Grenzen, korrigiert aber extreme Positionen nicht, sondern befeuert sie zum Teil sogar. Die Demokratiefeindlichkeit der „Freien Sachsen“ zeigt sich auch in der verbalen Unterstützung für den belarussischen Diktator Aljaksandr Lukaschenka, über dessen Corona-Politik die Partei schrieb, dass es „ohne Lockdown ganz wunderbar“ gehe, und die Frage stellte: „Wenn ein ‚Diktator‘ seinem Volk die Freiheit bewahrt, während uns die ‚Demokraten‘ einsperren – wozu brauchen wir dann solche ‚Demokraten‘?“ Im durch den russischen Überfall auf die Ukraine ausgelösten Ukrainekrieg vertritt die Partei ganz klar die Position des russischen Präsidenten Putin.
Die Unterstützung für rechtsextreme Ansichten wird dabei sowohl auf Demonstrationen als auch in Chatverläufen klar. Beispielsweise finden sich entsprechende Sprechchöre und Symbole sowie Gewaltbereitschaft gegenüber Polizei und Presse bei Veranstaltungen wieder. Auch die Mitglieder der Gruppe „Dresden-Offline-Vernetzung“, die mit Blick auf ein geplantes Attentat auf den sächsischen CDU-Ministerpräsidenten Michael Kretschmer verhaftet wurden, sollen sich teilweise hier radikalisiert haben. Kohlmann kommentierte die Intentionen wiederum als lediglich taktisch unklug, nicht aber prinzipiell verwerflich, ein offenes Eingeständnis der vertretenen Demokratiefeindlichkeit. Auch der Fackelmarsch vor dem Haus der sächsischen Gesundheitsministerin Petra Köpping wurde als legitimer „Bürgerprotest“ dargestellt.
Das Vorstandsmitglied der Partei Robert Andres beendete ein Interview mit der neonazistischen Zeitschrift N.S. Heute mit den Worten „Glück auf und ein donnerndes Heil Kohlmann!“, womit er Bezug auf den Nationalsozialismus nahm.
Der Erfolg der Partei bei nicht-extremistischen Bürgern ist dabei nicht zwingend spezifisch sächsischen Umständen geschuldet. Demonstrationen gegen Corona-Maßnahmen etwa gab es auch in anderen Teilen Deutschlands. Hans Vorländer thematisiert daher in diesem Zusammenhang auch ein sächsisches Wahrnehmungsproblem, basierend beispielsweise auf der Prominenz von Pegida. Auch Politikverdrossenheit, Establishment-Vorbehalte oder Unzufriedenheit mit Parteien sind überregionale Entwicklungen. Protestformen in Sachsen oder die Suche nach Halt in Verschwörungstheorien sind somit nicht per se einzigartig oder hervorstechend, sondern Teil einer allgemeinen Entwicklung in Deutschland.
Andererseits tragen aber auch spezifische Bedingungen zum Erfolg von Gruppen wie den Freien Sachsen bei. Neue Proteste können auf etablierte, verankerte Strukturen und Personen aufbauen, weshalb Vorländer sogar von einem politischen Unternehmertum im Freistaat spricht. Dazu kommt, dass der Zustimmungswert mit der Politik in Ostdeutschland verhältnismäßig niedriger ausfällt, etwa in Bezug auf die sächsische Landesregierung, und die Zusammensetzung der nachfolgenden Demonstrationen stattdessen überwiegend dem rechten Spektrum zuzuordnen ist. Auch Zukunftsängste sind stärker ausgeprägt als Resultat von vermehrten Krisen. Der Erfolg der Freien Sachsen baut auf vielen dieser Gründe auf und bindet die sächsische Identität mit ein, indem Nachkommen Augusts des Starken oder die erfolgreichen Proteste zu DDR-Zeiten, die sogenannten Montagsdemos, thematisiert werden.
Ab Herbst 2022 mobilisierten die Freien Sachsen wegen der Energiekrise  auf sogenannten Montagsdemos gegen die Regierung.
2023 demonstrierten die Freien Sachsen auch an sächsischen Orten gegen Flüchtlingsunterkünfte, beispielsweise in Böhlen, Eilenburg, Kriebethal, Laußig und Strelln. Dabei wurden auch aggressivere Einschüchterungsmethoden verwendet, wonach sich teilweise auch Parteilose für die Forderungen der Demonstranten aussprachen.

## Organisationsstruktur
Die Freien Sachsen bauen auf der Lokalpartei Pro Chemnitz auf, expandieren aber sowohl realweltlich als auch digital mehr und mehr über Sachsen hinaus. Den Kern bildet die Stadtfraktion in Chemnitz, mittlerweile sind aber auch acht regionale Nebenorganisationen entstanden, die den restlichen Freistaat abdecken. Durch Vernetzungen mit anderen Parteien und Gruppierungen agieren die Freien Sachsen so tatsächlich bereits flächendeckend als Dachorganisation vielerorts. Auf Parteimitgliedsebene erleichtern sie Mitwirken dabei primär über explizit erwünschte Doppelmitgliedschaften und waren zudem bereit, Parteilose bei der Kandidatur zu unterstützen. Hier wird damit auch die vergleichsweise personelle Untersetzung der Partei deutlich. Auf der Landesmitgliederversammlung im September 2022 waren etwa nur um die 40 Teilnehmer anwesend.
Für die Landratswahlen in Sachsen 2022 wurde so ein erster Macht- und Strukturausbau in Sachsen angestrebt. Bei den Landratswahlen stellten die Freien Sachsen drei eigene Kandidaten, darunter beide Stellvertreter Hartung und Hofmann. Darüber hinaus wurden zwei AfD-Kandidaten unterstützt, die zum radikalen Flügel der Partei zählen. Auf Bürgermeisterebene kandidierten vier Personen für die Freien Sachsen. Mit Peter Schreiber ist hier auch der sächsische NPD-Chef vertreten. Für die Landtagswahl 2024 kann sich Vorsitzender Martin Kohlmann außerdem sogar eine ernsthafte Wettbewerberrolle zur AfD vorstellen.
Die Finanzierung erfolgt dabei über verschiedene Quellen. Neben den Mitgliedsbeiträgen baut die Partei auf die Einnahmen aus einem eigenen Versandshop. Der Großteil der Mittel stammt allerdings aus Spenden, zu denen beispielsweise über den Telegram-Kanal aufgerufen wird. Jene digitale Präsenz bildet das Rückgrat der Organisation und umfasst neben einem E-Mail-Postfach für Hinweise zu potentiellen Missständen, Korruption oder Amtsmissbrauch sowie einem Podcast auch diverse Social-Media-Kanäle.
Den wichtigsten Aspekt stellt dabei das Netzwerk aus Telegram-Kanälen dar. Der Hauptkanal ist dabei von knapp 50.000 Followern im Herbst 2021 auf 120.000 zum Ende des Jahres und schließlich 150.000 im September 2022 angestiegen. Dazu kommen regionale Kanäle mit einer Größe von 2000 bis 8000 Followern sowie der eigene Kanal von Kohlmann. Ein Trend besteht hierbei darin, das Netzwerk über Sachsen hinaus auszuweiten, wobei sich Verweise auf entsprechende ähnliche Kanäle finden. Dem gegenüber steht die Entwicklung zur Bildung von exklusiveren Gruppen, die sich über die Kanäle der Freien Sachsen finden.
Die Kanäle erfüllen dabei eine Vielzahl an Funktionen. Erstens dienen sie der Veröffentlichung aktueller Termine und Orte lokaler Proteste, welche die Freien Sachsen allerdings selten selbst initiieren. So wird einerseits Zulauf für eine Vielzahl an Demonstrationen mobilisiert, die polizeiliche Betreuung so zum Teil überfordern; es erfolgt aber auch ein Wachstum des Kanals. Zweitens werden Aufnahmen von den Veranstaltungen geteilt. Insbesondere der Hauptkanal lässt so lokale Veranstaltungen in einem größeren Kontext erscheinen und gibt ihnen Bedeutung. Kleinere lokale Gruppen vertiefen stattdessen das Gemeinschaftsgefühl. Drittens werden Nachrichten zu aktuellen Problemen gepostet, häufig beispielsweise Einzelschicksale während der Corona-Einschränkungen. Insgesamt werden ihre Inhalte zudem deutlich häufiger geteilt, als selbst Beiträge zitiert werden. So ergeben sich auch Verbindungen über Sachsen hinaus, zu anderen Gruppen oder Influencern wie Attila Hildmann.

## Wahlen

### Kommunalwahlen
Die Freien Sachsen traten bei den Landratswahlen in Sachsen 2022 mit Kandidaten für den Landkreis Nordsachsen, den Landkreis Sächsische Schweiz-Osterzgebirge sowie im Erzgebirgskreis an. Sie konnten keine Wahl für sich entscheiden, erreichten aber Ergebnisse von bis zu 20 %.
Bei den Kommunalwahlen in Sachsen 2024 trat die Partei in allen Wahlkreisen zu Kreistagswahlen und Stadtratswahlen kreisfreier Städte mit insgesamt 554 Kandidaten an, dazu zu Wahlen in 38 der 416 Kreisstädte und Gemeinden. Landesweit erzielte sie 2,7 % der Stimmen, das stärkste Ergebnis auf Kreis- oder Stadtebene in Chemnitz, wo sie in einer gemeinsamen Liste mit der Wählervereinigung Pro Chemnitz antrat und 4,9 % der Stimmen holte. Sachsenweit erhielt die Partei 32 von 1.101 Sitzen in Kreistagen und Stadträten kreisfreier Städte sowie 46 von 6.552 Sitzen in Stadt- und Gemeinderäten kreisangehöriger Kommunen.

### Landtagswahl
Bei der Landtagswahl 2024 erhielt die Partei 2,2 Prozent der abgegebenen gültigen Stimmen.
Bei der Auszählung von Briefwahlstimmen fielen im Dresdner Stadtteil Langebrück ungefähr 100 gleichartig manipulierte Stimmzettel auf, bei denen das wahrscheinlich ursprüngliche Kreuz überklebt und ein neues Kreuz bei den Freien Sachsen markiert worden war. Das Landeskriminalamt Sachsen übernahm daraufhin die Ermittlungen. Vergleichbar zugunsten der Freien Sachsen manipulierte Stimmzettel wurden in Folge in weiteren Dresdner Stimmbezirken sowie im benachbarten Radeberg entdeckt. Politikwissenschaftler der TU Dresden stellten zudem fest, dass in den betroffenen Stimmbezirken bereits bei der Kommunalwahl im Juni 2024 auffällige Ergebnisse mit deutlich über den stadtweiten Ergebnissen liegenden Briefwahlstimmen für die Freien Sachsen aufgetreten waren. Ein Langebrücker Ortschaftsrat der Freien Sachsen wurde in der Folge verhaftet. Ihm wird außerdem vorgeworfen, für einen versuchten Brandanschlag auf eine ehemalige Schule, die als Asylbewerberheim genutzt werden sollte, verantwortlich zu sein. Bei einer Durchsuchung wurden bei ihm ein Schlagring und Pyrotechnik sichergestellt; weiterhin war er vermutlich an mehreren Diebstählen sowie an Drogenkriminalität beteiligt. Ende März 2025 erhob die Generalstaatsanwaltschaft Anklage. Anfang Juni 2025 gestand der Angeklagte die Fälschung.

## Möglicher Verbotsantrag gegen die Partei
Medienberichten zufolge plant die Sächsische Staatsregierung, beim Bundesverfassungsgericht einen Antrag auf Parteiverbot der Freien Sachsen zu stellen. Normalerweise ist ein Verbotsantrag der Bundesregierung, dem Bundesrat oder dem Bundestag vorbehalten. Ist eine Partei jedoch nur auf Ebene eines Landes aktiv, kann gemäß § 43 Absatz 2 Bundesverfassungsgerichtsgesetz auch die entsprechende Landesregierung einen solchen Antrag stellen. Ein Verbotsantrag auf Landesebene wäre ein bundesdeutsches Novum.

## Ausgabe eigener Presseausweise
Im September 2024 warnte der Deutsche Journalisten-Verband (DJV) vor Presseausweisen, die von den Freien Sachsen ausgegeben werden. Der DJV berichtete zusätzlich, dass das sächsische Innenministerium alle Polizeidienststellen darauf hingewiesen habe, dass dieses Papier keine akzeptable Journalistenlegitimation darstelle.